# Полока Геннадій Іванович
Генна́дій Іва́нович Поло́ка (рос. Генна́дий Ива́нович Поло́ка; 15 липня 1930, Самара, Російська РФСР — 5 грудня 2014, Москва, Росія) — радянський та російський кінорежисер, сценарист, актор та продюсер.

## Біографія
У 1948—1950 роках навчався на акторському відділенні Вищого театрального училища імені М. С. Щепкіна. В 1957 Геннадій Полока закінчив режисерський факультет ВДІКу, де займався в майстерні Льва Кулешова і Олександри Хохлової і став режисером кіностудії «Мосфільм», поставивши документальний телефільм «Наші гості з далеких країн».
У 1962 році Геннадій Полока дебютував в художньому кінематографі, знявши разом з Леваном Шенгелія фільм «Капронові мережі». У 1966 році режисер за повістю Л. Пантелєєва та Григорія Бєлих поставив картину «Республіка ШКІД», в якій головні ролі виконували Сергій Юрський, Павло Луспекаєв, Юлія Буригіна і Віра Титова.
У 1967—1968 рр. Геннадій Полока працював над фільмом «Інтервенція» за мотивами однойменної п'єси Льва Славіна. У картині знімалися: Володимир Висоцький, Сергій Юрський, Ольга Аросєва, Валерій Золотухін, Юхим Копелян і Юрій Толубеєв. Фільм, знятий в стилі комедій буф двадцятих років, не сподобався кінематографічному начальству (вийшов на екрани тільки в Перебудову, в 1989 році).
Згодом режисер працював у різних жанрах: пригодницький фільм «Один з нас», комедія «Одиножди один», мелодрама «Мелодія на два голоси», кримінальна комедія «А чи був Каротин?». Фільм «А чи був Каротин?» в 1989 році був відзначений Золотою медаллю Ватикану.

## Фільмографія
- 1962: «Капронові сіті»
- 1966: «Республіка ШКІД»
- 1968: «Інтервенція»
- 1970: «Один із нас»
- 1980: «Мелодія на два голоси»
- 1989: «А чи був Каротин?»
- 1996: «Повернення „Броненосця“»